# Villaquilambre
Villaquilambre es un municipio y lugar español de la provincia de León, en la comunidad autónoma de Castilla y León. Cuenta con una población de 18 647 habitantes (INE 2024).
Villaquilambre es un municipio situado en el alfoz de la capital leonesa, separado de la misma por la denominada Ronda Este. Compuesto de varias poblaciones, algunas de ellas conforman un mismo casco urbano con la ciudad de León, donde no hay solución de continuidad. Tal es el caso de Navatejera, situada justo al norte de la capital, sin separación de la misma, o Villaobispo de las Regueras, separada del Campus Universitario de León por la mencionada Ronda Este. La capital de Villaquilambre, la población homónima, forma un continuo al norte con Navatejera. Por el territorio municipal discurre el Torío, río que confluye, ya en la capital leonesa, con el Bernesga.

## Geografía

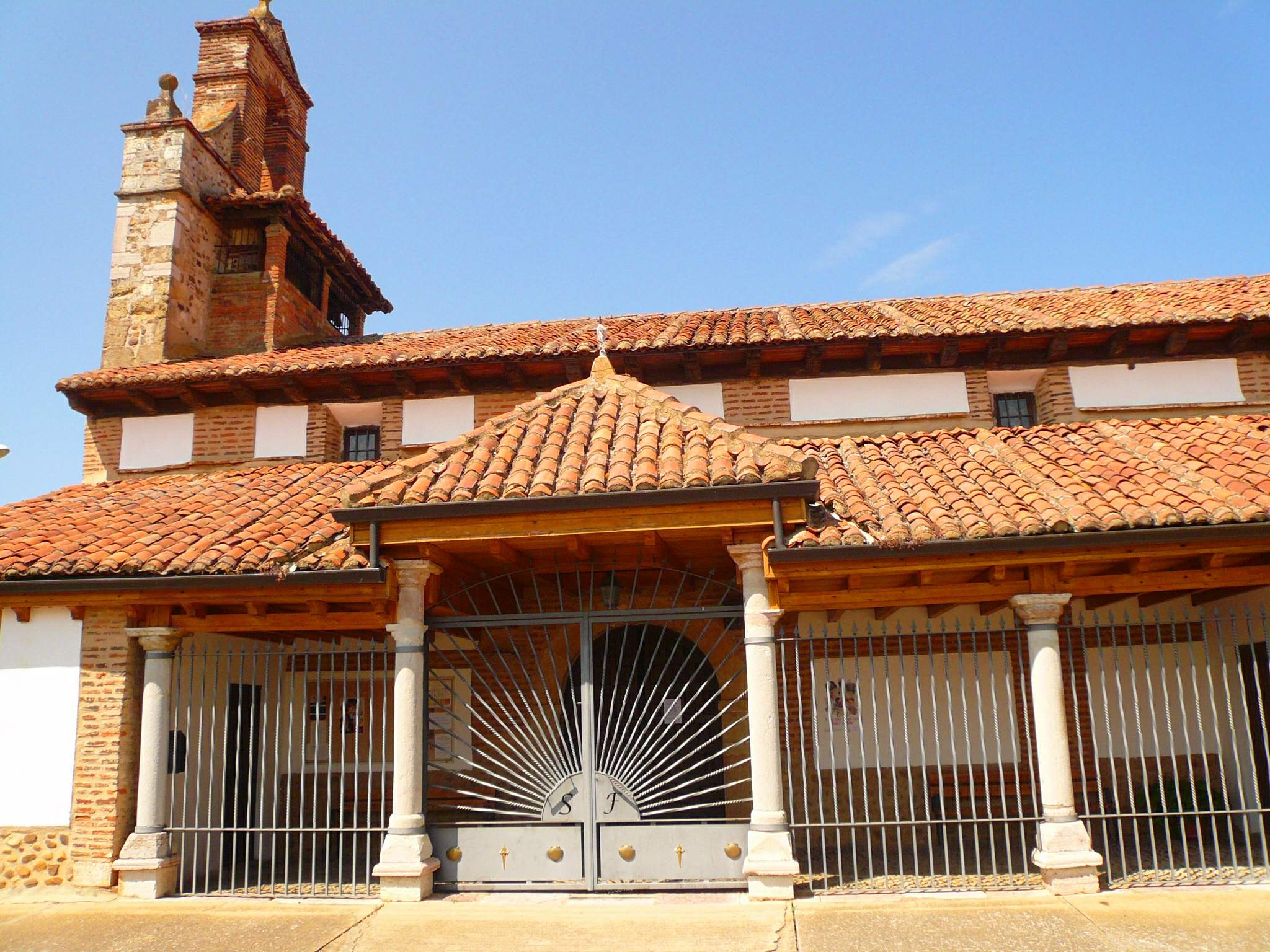
Iglesia de San Félix

Integrado en la comarca de Tierras de León, se sitúa a 5 kilómetros del centro de la capital leonesa. El término municipal está atravesado por las carretera nacionales N-630, que se dirige hacia Asturias, y N-621, que se dirige hacia Cantabria, por la carretera de circunvalación de León (LE-20), por la carretera provincial LE-311, que conecta con León y Garrafe de Torío, y por carreteras locales que permiten la comunicación con Garrafe de Torío y Valdefresno. 
Situado en la ribera del río Torío, ocupa una extensión de 52,69 km² a una altitud media de 870 metros y se ubica geográficamente en la divisoria natural entre la submeseta Norte y las últimas estribaciones de la cordillera Cantábrica. La altitud oscila entre los 1070 metros al noreste, en el límite con Valdefresno y Garrafe de Torío, y los 820 metros a orillas del río Torío, en el límite con la ciudad de León. El casco urbano se alza a 892 metros sobre el nivel del mar. 
El municipio destaca en su totalidad por una buena armonía entre lo urbano y lo rural que lo hacen un lugar agradable para vivir en contacto con la naturaleza sin renunciar a las comodidades urbanas. En todo el oeste del municipio destacan bosques de robles y matorral mediterráneo encontrándose también encinas en menor medida. La parte Este,en la ribera del Torío destaca por vegetación de ribera con chopos, sauces y pinares en las laderas.
| Noroeste: Sariegos | Norte: Garrafe de Torío | Noreste: Valdefresno |
| Oeste: Sariegos    |                         | Este: Valdefresno    |
| Suroeste León      | Sur: León               | Sureste: Valdefresno |

## Demografía

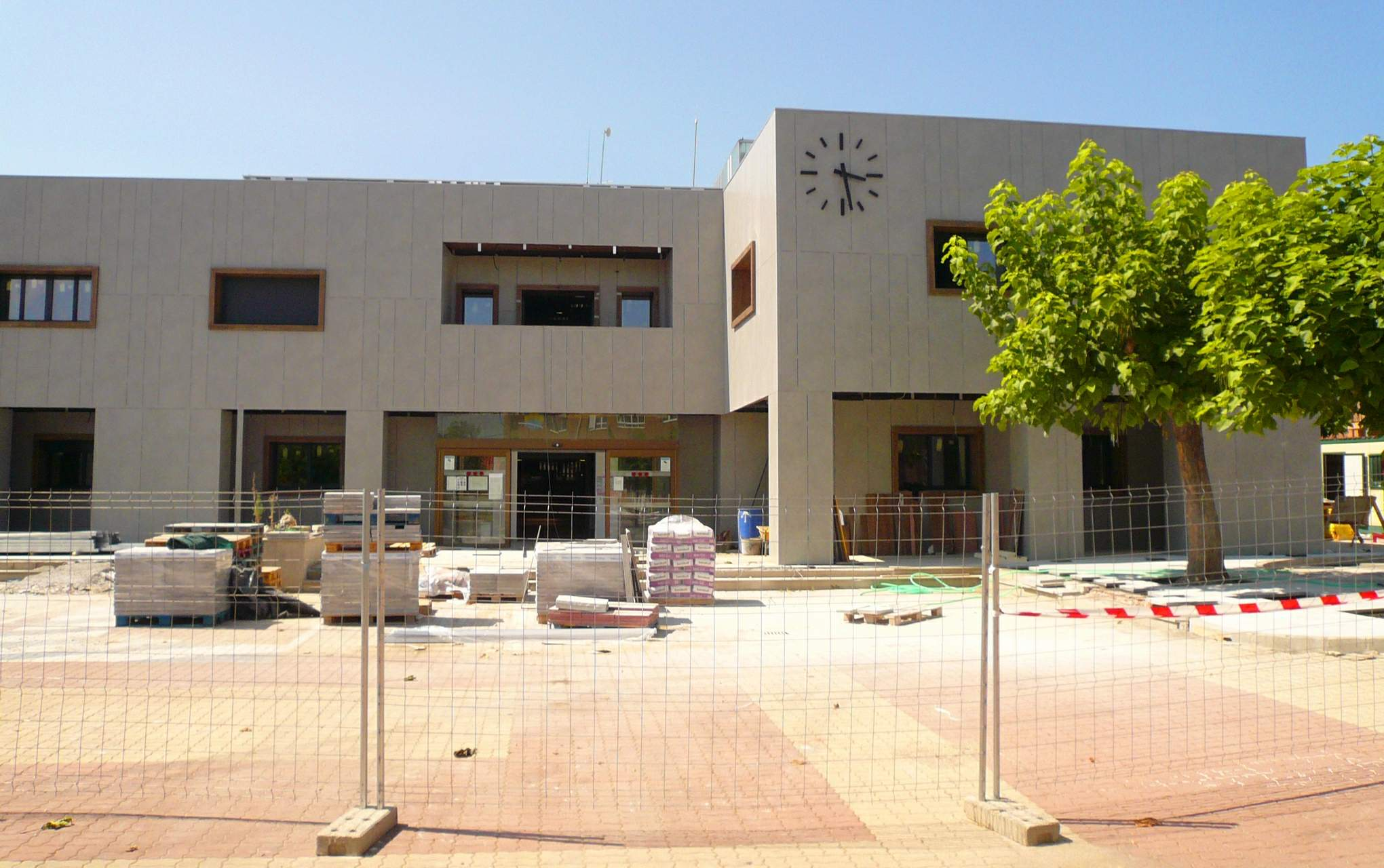
Casa consistorial

Villaquilambre cuenta con una población de 18 647 habitantes (INE 2024), gracias a un fuerte crecimiento urbanístico que ha convertido al municipio en una ciudad dormitorio de la capital leonesa y en el cuarto municipio en población de la provincia, solo por detrás de la capital, Ponferrada y San Andrés del Rabanedo. Entre 1996 y 2006, el crecimiento demográfico del municipio, ha sido de 97,1 %: el más alto de la provincia e incluso de Castilla y León desde 1998 hasta la actualidad.
El municipio lo conforman los siguientes núcleos de población: Canaleja, Castrillino, Navatejera, Robledo de Torío, Villamoros de las Regueras, Villanueva del Árbol, Villaobispo de las Regueras, Villaquilambre, Villarrodrigo de las Regueras y Villasinta de Torío.
| Gráfica de evolución demográfica de Villaquilambre entre 1842 y 2021                                                |
| |
| Población de derecho según los censos de población del INE Población de hecho según los censos de población del INE |

## Economía
La actividad económica ha variado notablemente en los últimos años debido al gran aumento de población. Así actualmente la ocupación es terciaria y secundaria en su mayoría sustituyendo a la agricultura predominante años atrás. Destaca la construcción del polígono industrial del municipio en Navatejera, actualmente en ampliación, que acoge diversas empresas destacando la farmacéutica León Farma que cuenta con trabajadores especializados en el sector.

## Comunicaciones
El ferrocarril de la FEVE que pasa por el municipio, en la línea León-Bilbao, se ha convertido en un tren de cercanías, que sirve al transporte diario de trabajadores y estudiantes rumbo a la capital leonesa, aunque también destaca su uso turístico para visitar bellos pueblos de la ribera del Torío y el Curueño y sobre todo por el famoso y lujoso Transcantábrico que viaja por dicha línea rumbo a Santiago de Compostela.

## Símbolos
Bandera
Cuadrada de proporciones 1:1, está dividida en siete franjas ondeadas, cuatro azules y tres blancas. Al centro el escudo de armas del municipio.

## Administración y política
| Partido político                           | 2023                     | 2023                     | 2023                     | 2019  | 2019  | 2019       | 2015  | 2015  | 2015       | 2011  | 2011  | 2011       | 2007  | 2007  | 2007       |
| Partido político                           | %                        | Votos                    | Concejales               | %     | Votos | Concejales | %     | Votos | Concejales | %     | Votos | Concejales | %     | Votos | Concejales |
| Partido Popular (PP)                       | 26,71                    | 2286                     | 5                        | 20,45 | 1853  | 4          | 26,86 | 2323  | 5          | 26,94 | 2324  | 5          | 16,15 | 1295  | 3          |
| Partido Socialista Obrero Español (PSOE)   | 25,99                    | 2224                     | 5                        | 30,96 | 2805  | 6          | 15,97 | 1381  | 3          | 15,22 | 1313  | 3          | 17,86 | 1432  | 3          |
| Unión del Pueblo Leonés (UPL)              | 18,74                    | 1604                     | 3                        | 9,77  | 886   | 2          | 10,05 | 869   | 2          | 17,07 | 1472  | 3          | 22,61 | 1813  | 4          |
| Vox                                        | 8,95                     | 766                      | 1                        | 4,18  | 379   | 0          | –     | –     | –          | –     | –     | –          | –     | –     | –          |
| Ciudadanos (CS)                            | 6,76                     | 579                      | 1                        | 12,69 | 1150  | 2          | 19,01 | 1644  | 3          | –     | –     | –          | –     | –     | –          |
| Vive Villaquilambre (VVQ)                  | 6,20                     | 531                      | 1                        | 5,26  | 477   | 1          | –     | –     | –          | –     | –     | –          | –     | –     | –          |
| Izquierda Unida (IU)                       | 5,31                     | 455                      | 1                        | 2,99  | 271   | 0          | 7,53  | 651   | 1          | 5,53  | 477   | 1          | 3,14  | 252   | 0          |
| Podemos                                    | Con Izquierda Unida (IU) | Con Izquierda Unida (IU) | Con Izquierda Unida (IU) | 9,83  | 891   | 2          | –     | –     | –          | –     | –     | –          | –     | –     | –          |
| Ahora VQ                                   | –                        | –                        | –                        | –     | –     | –          | 12,55 | 1085  | 2          | –     | –     | –          | –     | –     | –          |
| CIVIQUS                                    | –                        | –                        | –                        | –     | –     | –          | –     | –     | –          | 20,07 | 1731  | 4          | 27,30 | 2189  | 6          |
| Independientes por Villaquilambre (INPOVI) | –                        | –                        | –                        | –     | –     | –          | –     | –     | –          | –     | –     | –          | 8,2   | 657   | 1          |
| Unión Progreso y Democracia (UPyD)         | –                        | –                        | –                        | –     | –     | –          | 5,35  | 463   | 1          | 8,43  | 727   | 1          | –     | –     | –          |

## Patrimonio

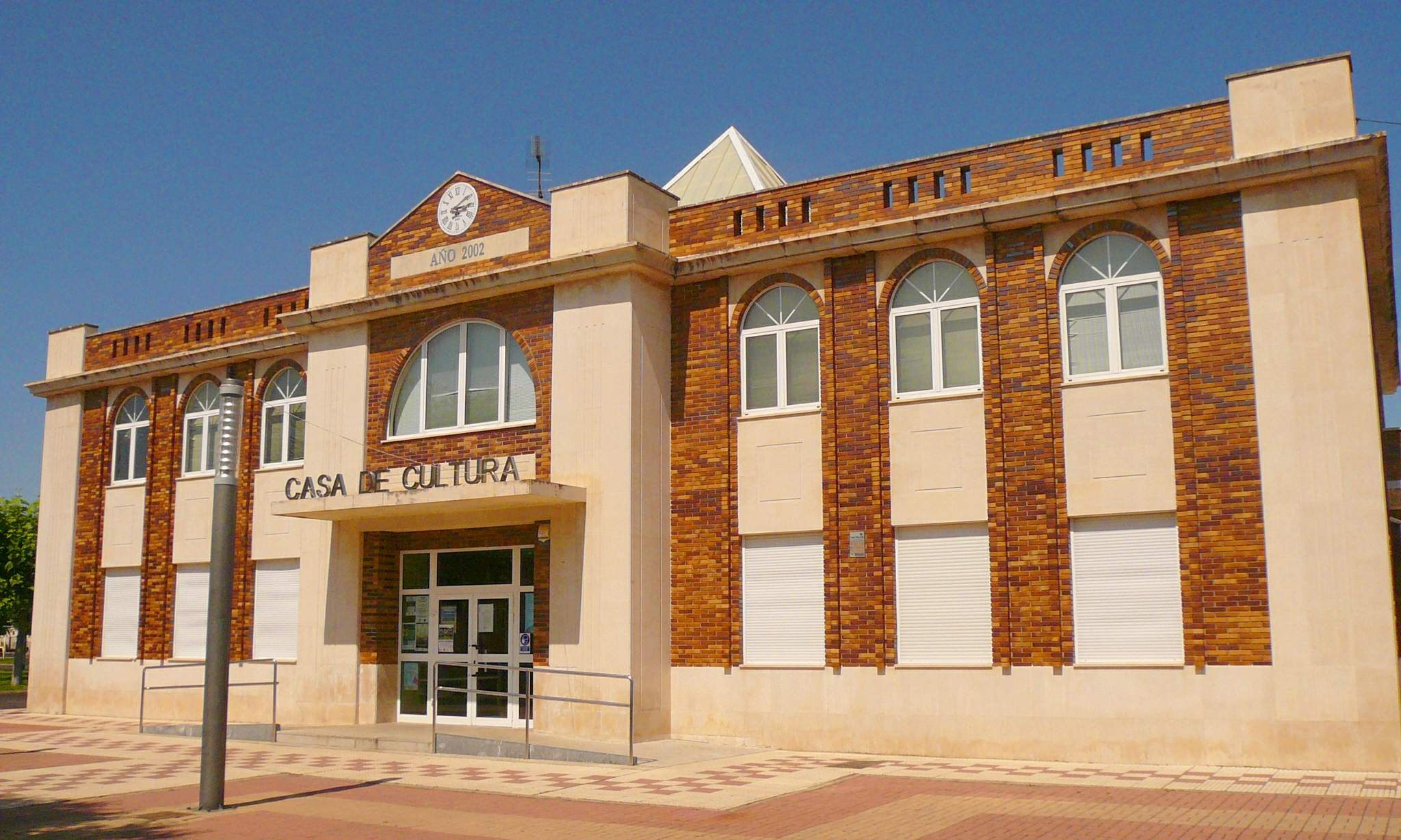
Casa de la Cultura

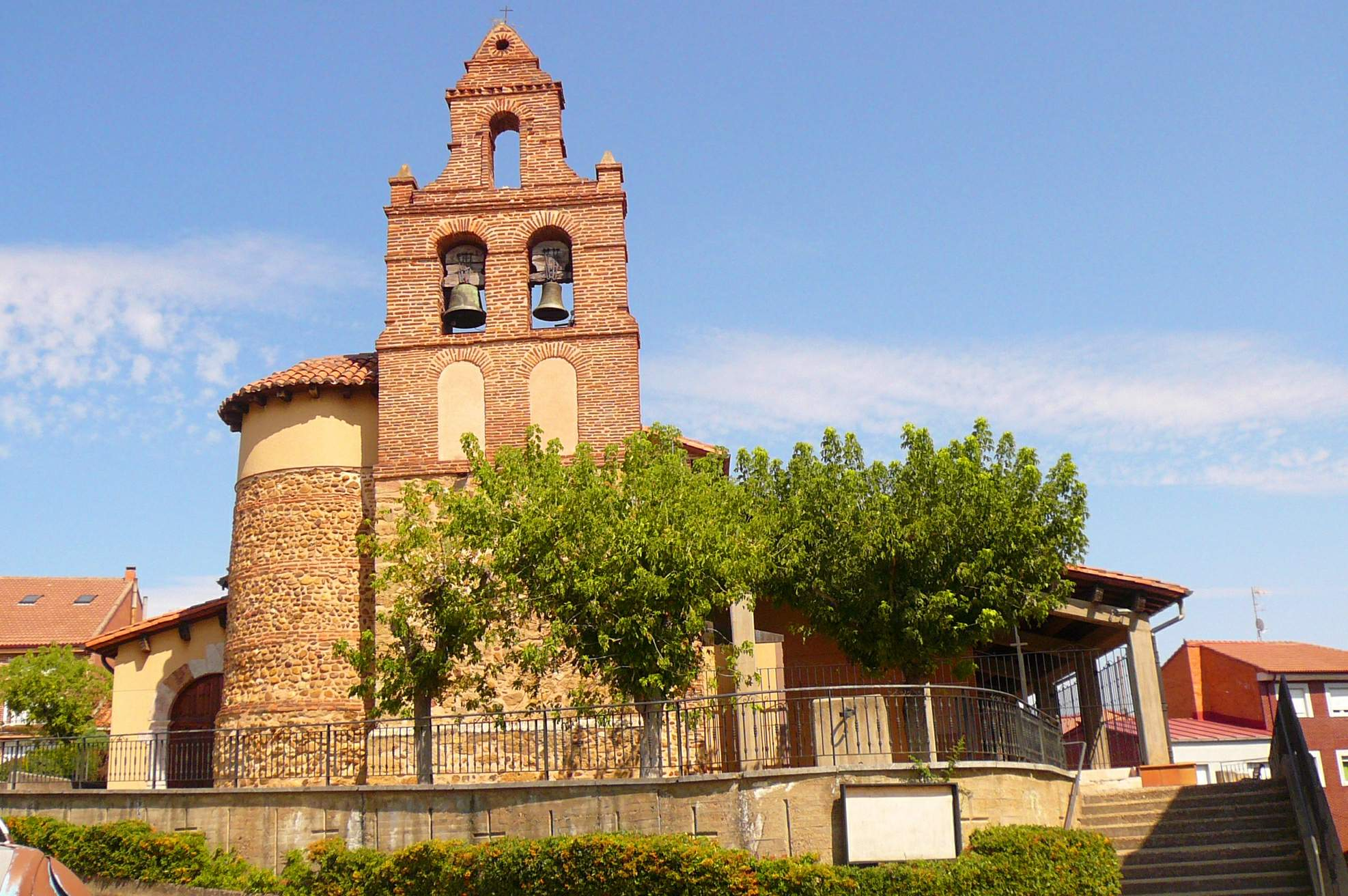
Iglesia de San Miguel Arcángel, en Navatejera

Artísticamente destacan la villa romana de la localidad de Navatejera, con restos de un asentamiento agrario romano satélite de la Legio VII, y bellos mosaicos. También cabe destacar la belleza de la ermita de Villaquilambre entre otras construcciones religiosas.